# Fitz-John Winthrop

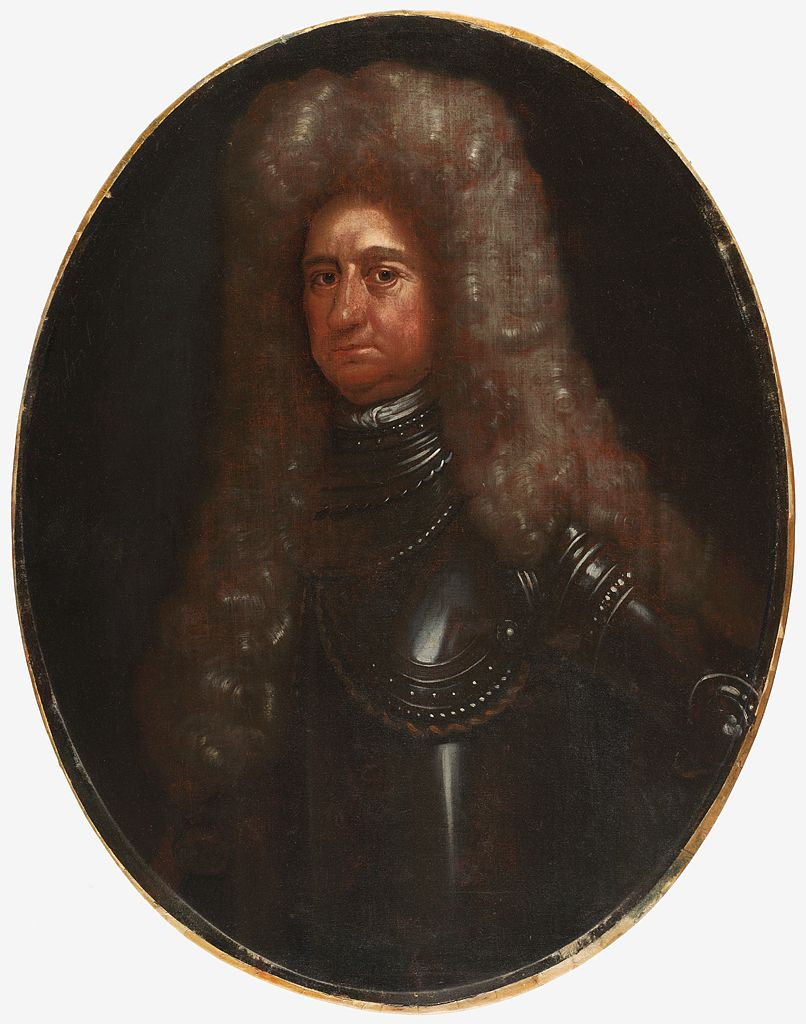
Fitz-John Winthrop.

Fitz-John Winthrop, född den 19 mars 1639 i Ipswich i Massachusetts, död den 27 november 1707 i Boston, var militär och guvernör i Connecticut. Han var son till John Winthrop  den yngre.
Winthrop tjänade i engelska parlamentets armé under Monck och deltog i dennes marsch mot London 1660. Han återvände 1663 till Connecticut och var kolonins militärbefälhavare i krig mot indianerna och i den misslyckade expeditionen mot Kanada 1699 (han anförde då även New Yorks stridskrafter). Winthrop var 1693–1697 Connecticuts ombud i London och från 1698 till sin död kolonins guvernör. Han skildras som tapper soldat och skicklig administratör.